# Жирмунский, Александр Матвеевич
Александр Матвеевич Жирмунский (11 [23] июня 1887, Чембар, Пензенская губерния — 9 мая 1970, СССР) — русский и советский учёный-геолог и палеонтолог, директор Института геологии и гидрогеологии АН БССР. Профессор (1944), доктор геолого-минералогических наук (1944), член-корреспондент АН БССР (1936).

## Биография
Родился 11 (23) июня 1887 года в городе Чембаре (Пензенская губерния) в семье провизора Моисея Лейбовича Жирмунского.
В 1905 году окончил гимназическое отделение Петропавловского училища с серебряной медалью.
Учился на естественном факультете Парижского университета (Сорбонны) и в 1908 г. получил диплом Licencie es scienses.

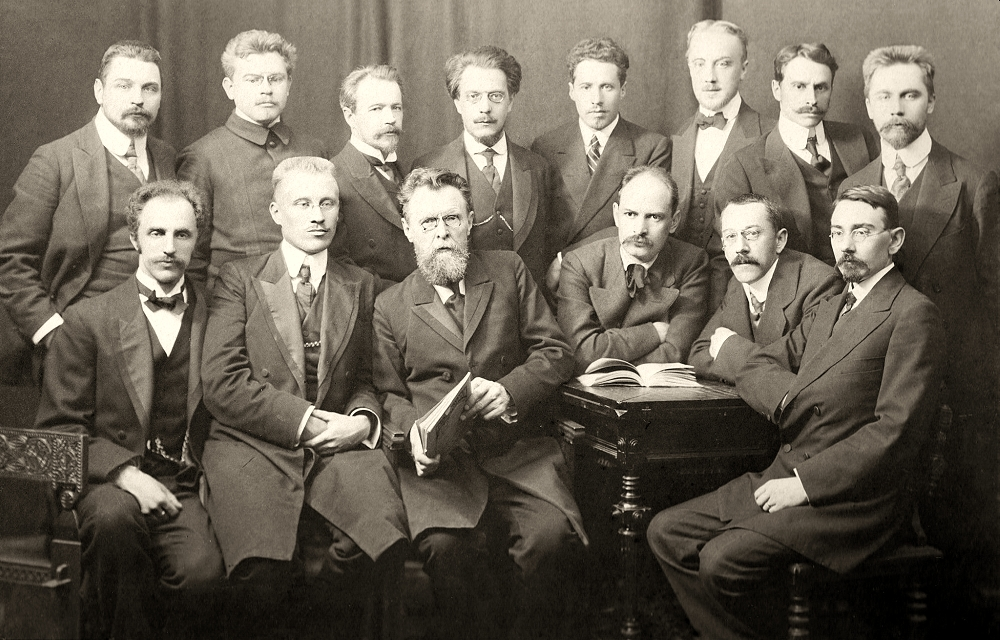
А. П. Павлов с учениками

В 1908 году поступил на естественное отделение Физико-математического факультета Московского университета, закончил его в 1913 году с дипломом 1-й степени. Ученик профессора А. П. Павлова в Московском университете.
Изучал мезозойские отложений Центральной России. В 1912—1913 годах проводил исследования в бассейне реки Унжа (приток Волги).
В 1914—1915 годах работал геологом в Московском сельскохозяйственном институте, занимался исследованиями залежей фосфоритов в Вятской губернии.
В 1915 году Отдел земельных улучшений Министерства земледелия направил его в «Управление гидротехнических работ по обслуживанию Западного фронта» для консультаций по буровым работам, сбора и обработки справочных материалов по гидрогеологии Смоленской, Витебской, Могилёвской и Минской губерний.
В 1917 году заведовал Геологическим кабинетом при Управлении гидротехнических работ Кавказского фронта. В 1918—1928 годах работал геологом Московского отделения Геологического комитета, а также преподавал в Московской горной академии геологию и палеонтологию.
С 1928 года работал в Ленинграде, где его избрали старшим геологом Геолкома.
В 1932 году на II Международной конференции Ассоциации по изучению четвертичного периода (АИЧПЕ, затем INQUA) предложил выделить четвертичный период в особую «антропозойскую эру», или антропозой, но это предложение тогда не получило поддержки.
15 октября 1936 года был избран членом-корреспондентом Академии наук Белорусской ССР. В 1936—1938 годах возглавлял Институт геологии АН БССР и заведовал кафедрой геологии Белорусского университета.
С 1938 года работал старшим специалистом-гидрогеологом в Государственном гидрологическом институте в Ленинграде.
С 1940 года старший научный сотрудник ВСЕГЕИ.
В период Великой Отечественной войны, находясь в эвакуации (1941—1943), был начальником Шафрановской геологоразведочной партии Башкирского геологического управления в городе Уфа.
В 1943 году защитил диссертацию на тему «Основные черты тектоники и геоморфология западного края Центрально-Российской платформы». В 1944 году решением ВАК был утверждён в учёной степени доктора геолого-минералогических наук, затем в звании профессора.
В 1943—1945 годах работал старшим инженером в Комитете по делам геологии при СНК СССР, и был научным руководителем геологических групп Академии наук БССР.
В течение последующих трёх лет руководил тематическими работами в Ленинградском геологическом управлении.
В 1948 году вышел на пенсию, но принимал участие в работе ряда конференций и совещаний, среди них:
- 1955 — Совещание по изучению четвертичной флоры и фауны
- 1957 — Региональное совещание по изучению четвертичных отложений Прибалтики и Белоруссии.

Подвергся критике в годы лысенковщины, например в 1955 году «за допущенное им в своём выступлении безответственное и незаслуженное опорочивание деятельности ряда советских учреждений и учёных».
Скончался 9 мая 1970 года в СССР[где?].

## Членство в организациях
- 1924 — МОИП